# 経済の伝書鳩
経済の伝書鳩（けいざいのでんしょばと、通称「鳩」）は、株式会社伝書鳩が、北海道北見市で発行する日刊フリーペーパーである。北見市・網走市などの地域で宅配されている。日本ABC協会加盟。

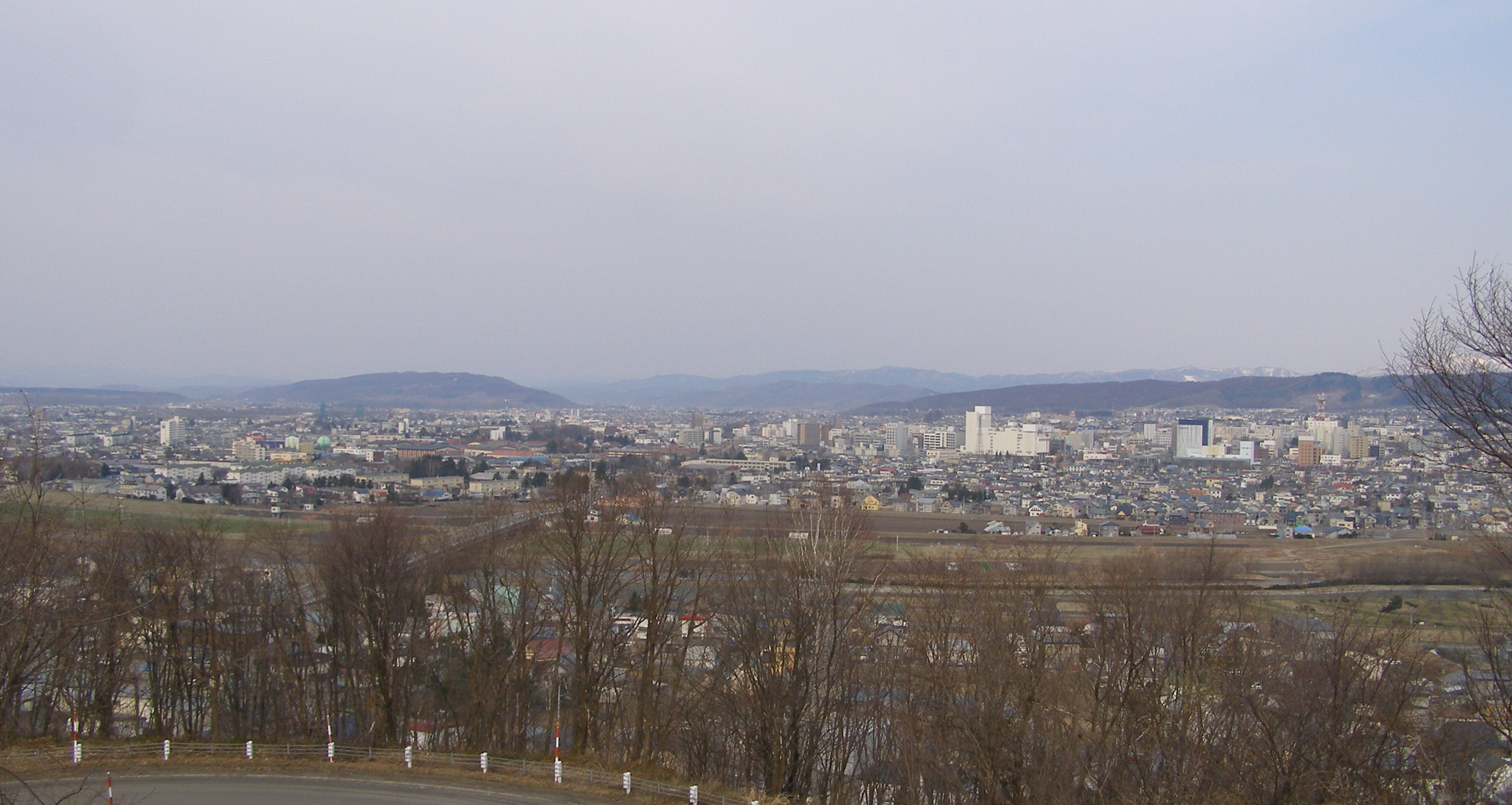
本紙が定着している北見市

## 概要
北海道オホーツク地方の2市5町（北見市、網走市、訓子府町、置戸町、津別町、美幌町、大空町）で8万3,984世帯（2020年8月実数）にポスティング（戸別宅配）されている。日曜・年末年始を除く週6回夕刊発行で、タブロイド判、8 - 24ページ、全ページカラーであったが、昨今は8ページでの発行が基本で、一部モノクロ紙面となっている。
配布地域内のニュース、天気、投稿欄、テレビ欄、お悔やみ欄と広告を掲載しており、分量の多い広告を除けば地方紙の一般紙と変わらない。発行社で折り込み広告も行っており、広告媒体としての定着化に一般ニュースの存在が寄与していると同時に、ローカル紙の安定経営・高普及のビジネスモデルを確立している。印刷は北見市内の株式会社小林印刷が行う。

## 紙面
外見上はやや広告紙然としているものの、独自取材による地域情報の他、時事通信社から配信された全国・国際ニュース、東京ニュース通信社配信のテレビ番組欄が掲載されている。顔写真入り死亡広告も、同紙の特徴の一つでもある。

## 沿革
北見市内で不動産業を営んでいた藤澤和光が設立したポスティング会社、株式会社大和商事が、北見市中心部を対象に1983年6月創刊。1987年10月に日刊に移行。1988年以降、北見市の周辺自治体や網走市に配布エリアを順次拡大し、1991年に商号も「株式会社伝書鳩」に変更した。
1989年には帯広市に帯広支社を設置して十勝地方への進出を図ったが定着は果たせず、1992年に撤退した。
2005年に旧常呂町、2006年に旧東藻琴村のそれぞれ一部地域に配布を開始した。
2020年8月1日より、網走市（14,704枚）および置戸町（1,069枚）の配布日を、木曜日と金曜日の2日間だけに大幅に縮小。かつ、網走市では呼人地区・二ツ岩地区の配布を取りやめ、更に、大空町東藻琴地区も配布を休止した。
2021年4月以降当分の間、経費削減のため、すべての配布エリアで土曜日の配布を行なっていない。